# Азербайджано-ливийские отношения
Азербайджано-ливийские отношения — двусторонние отношения между Азербайджанской Республикой и Государством Ливия в политической, социально-экономической, культурной и иных сферах. 
Обе страны являются членами ООН, Организации исламского сотрудничества.

## Дипломатические отношения
Ливия признала независимость Азербайджана 30 декабря 1991 года. Дипломатические отношения между Азербайджаном и Ливией установлены 16 марта 1992 года.
Посольство Ливии в Баку действует с апреля 1995 года.
В Парламенте Азербайджана с 19 ноября 2008 года действует совместная азербайджано-ливийская рабочая группа по межпарламентским связям. Руководителем группы является Фазаил Ибрагимли.
Между странами подписано 10 документов, в том числе:
1. Меморандум об освобождении лиц, имеющих дипломатический паспорт, от визового режима[6][2]

## Экономическое сотрудничество
19 ноября 2008 года создана совместная межправительственная комиссия.
Согласно статистическим данным торгового отделения ООН (COMTRADE), в 2010 году экспорт Азербайджана составил станки для сверления, расточки, фрезерования.
8 марта 2010 года при материальной поддержке Министерства экономического развития Ливии, Фонда поощрения экспорта и инвестиций Азербайджана, а также Палаты торговли, промышленности и сельского хозяйства Ливии в Триполи был проведён бизнес-форум «Ливия — Азербайджан».
В мае 2012 года SOCAR было решено начать строительство нефтеперерабатывающего завода и создания сети автомобильных заправочных станций на территории Ливии.
Весной 2013 года между правительствами двух стран была достигнута договорённость о начале совместной добычи нефти и газа. Планируется реализация ряда проектов при участии как государственных, так и частных компаний.
За 2013 год объём внешнеторгового оборота Азербайджана с Ливией составил 167,14 млн долл США. При этом, объем экспорта составил 166,27 млн долл. США, объём импорта — 0,87 млн долл. США. Положительное сальдо торгового баланса составило 165,40 млн долларов США. Доля Ливии составила 0,48 %, из них 0,01 % — импорт и 0,69 % — экспорт.
В 2013 году внешнеторговый оборот с Ливией увеличился на 17,33 %, в том числе экспорт — в 16,72 раза по сравнению с 2012 годом.
Азербайджан осуществляет вложение инвестиций в энергетический сектор Ливии.

### Товарооборот (тыс. долл)
| Год  | Экспорт Азербайджана | Импорт Азербайджана | Сумма товарооборота |
| ---- | -------------------- | ------------------- | ------------------- |
| 2014 | 26,67                | 25,76               | 52,43               |
| 2017 | 0,1                  | 0,1                 | 0,2                 |
| 2019 | 43 806,73            | 0                   | 43 806,73           |
| 2020 | 7 454,44             | 0,27                | 7 454,71            |
| 2021 | 27 879,36            | 0                   | 27 879,36           |

Экспорт Азербайджана: бензин (дизельное топливо)
Экспорт Ливии: пластиковые трубки и шланги, пластиковые фитинги, виниловые полимеры первичной формы

## Гуманитарная помощь
В марте 2013 года в рамках кампании по борьбе с предотвратимой слепотой Агентство международного развития Азербайджана, Министерство иностранных дел Азербайджана и Исламский Банк развития направили гуманитарную помощь в ливийский город Убару.